# Radiohead Box Set
Radiohead (eller Radiohead Box Set online) är en samling bestående av sex studioalbum och ett livealbum inspelade av Radiohead, utgiven som samlingsbox den 10 december 2007.

## Innehåll
- Pablo Honey
- The Bends
- OK Computer
- Kid A
- Amnesiac
- I Might Be Wrong: Live Recordings
- Hail to the Thief